# Vaccinium viridiflorum
Vaccinium viridiflorum är en ljungväxtart som beskrevs av J. J.Smith. Vaccinium viridiflorum ingår i Blåbärssläktet, och familjen ljungväxter. Inga underarter finns listade i Catalogue of Life.